# 1994 YN2
1994 YN2 är en asteroid i huvudbältet som upptäcktes den 25 december 1994 av de båda japanska astronomerna Seiji Ueda och Hiroshi Kaneda i Kushiro.
Asteroiden har en diameter på ungefär 12 kilometer.